# برشاوشان لولبي
برشاوشان لولبي (الاسم العلمي:Adiantum raddianum) هو نوع من النباتات يتبع جنس البرشاوشان من الفصيلة الديشارية.

## معرض صور

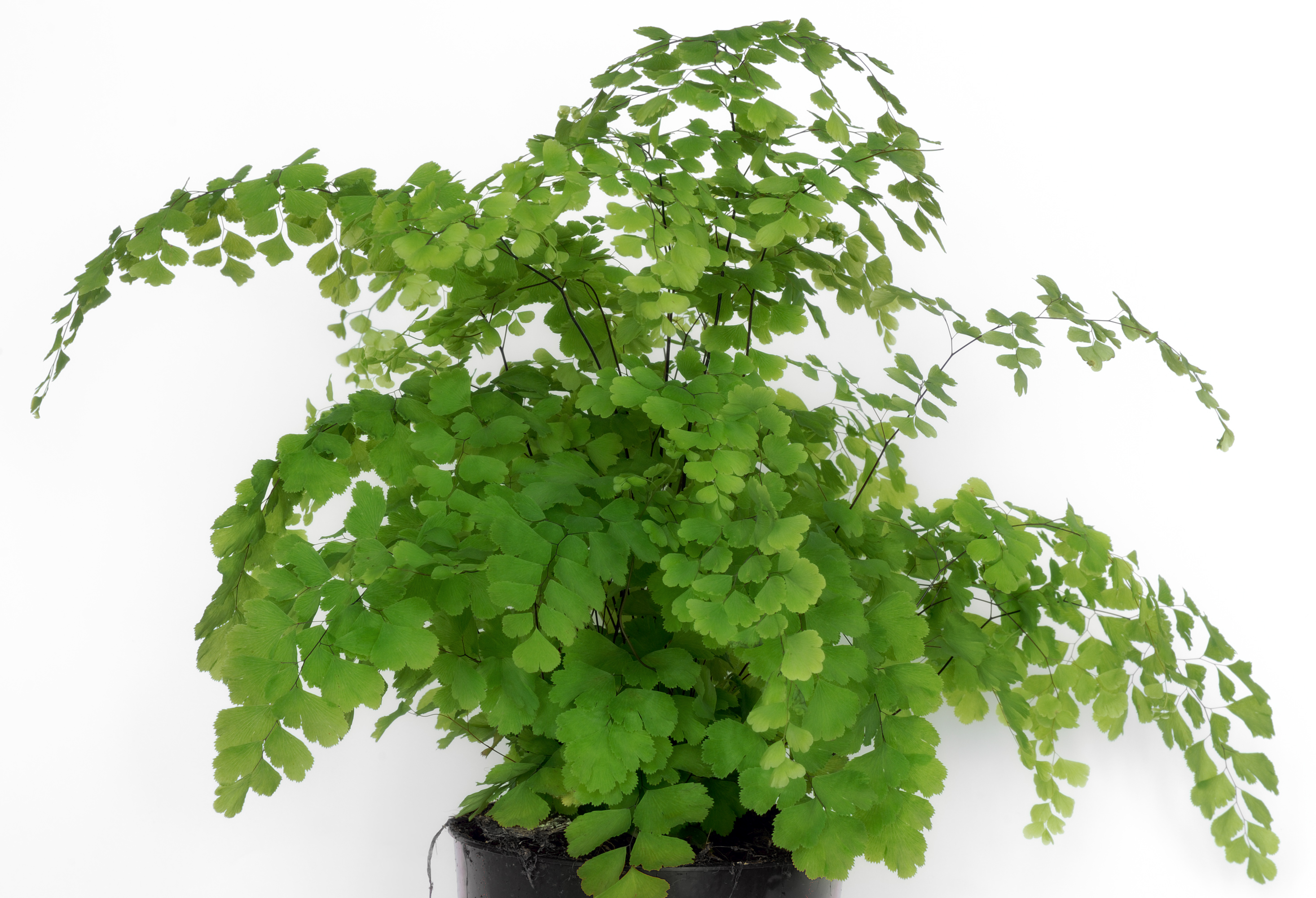
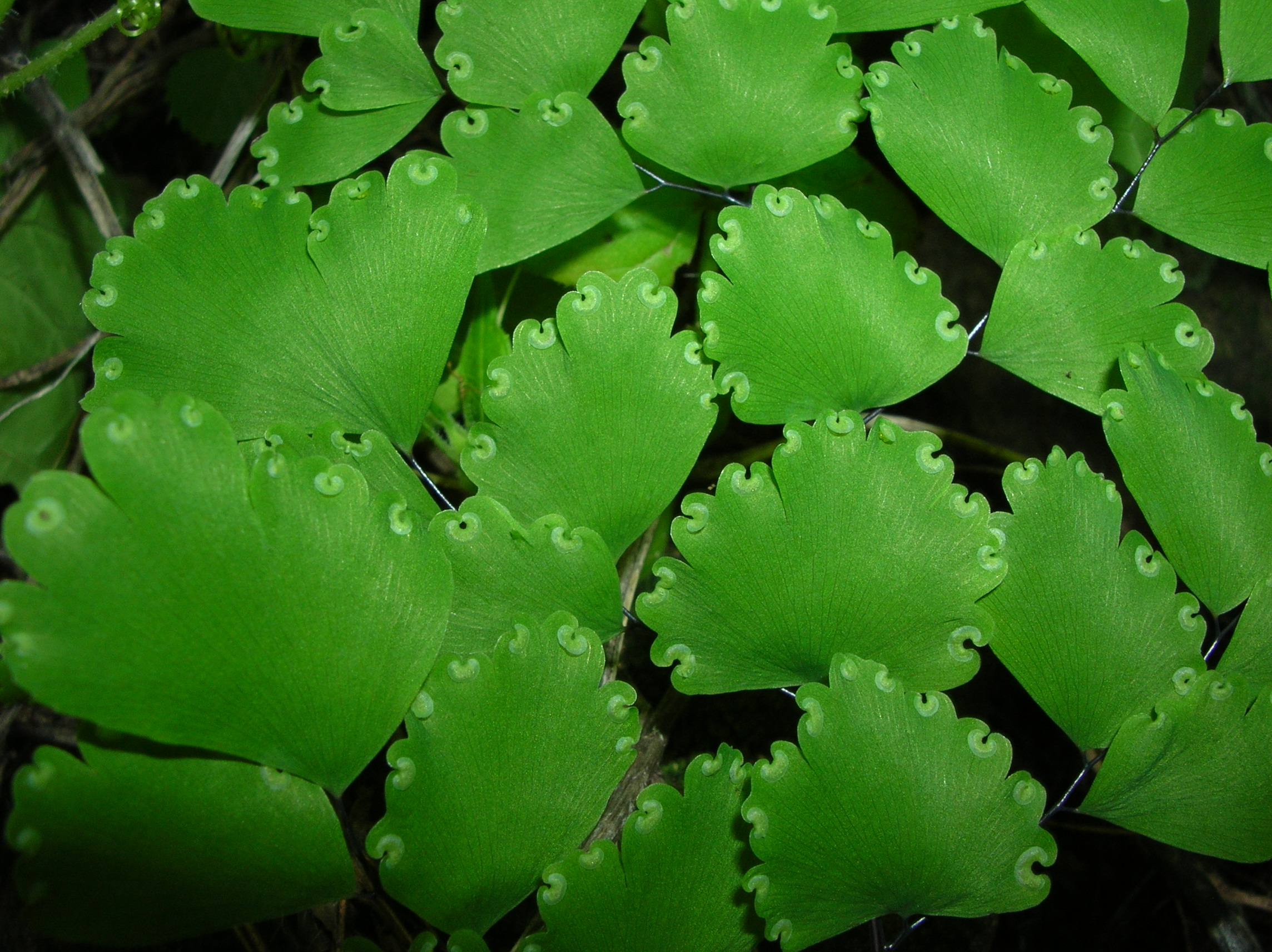